# Dragan Stojnić
Dragan Stojnić (Beograd, 10. studenog 1937. – Beograd, 19. ožujka 2003.) jedan je od najznačajnijih srpskih i jugoslavenskih pjevača šansona. Živio je u Sarajevu, Banjoj Luci, Skoplju i Beogradu, gradovima koji su obilježili njega i njegovo glazbeno stvaralaštvo. Oduvijek je želio postati pjevač, a na sceni je proveo skoro 40 godina. Studirao je francuski jezik, da bi kasnije ipak završio Višu turističku školu. 

## Stvaralaštvo
Njegovi počeci se vezuju za sarajevski ansambl “Prijatelji”, a prvi veliki uspjeh postigao je 1964. godine pobjedom na festivalu u Kraljevu “Mikrofon je vaš” s pjesmom “Bila je tako lijepa”, tadašnjim eurovizijskim hitom, pjesmom predstavnicom Francuske 1963. godine. Sljedeće godine također dobiva prvu nagradu na festivalu u Opatiji sa evergreenom “Zašto dolaziš samo sa kišom”. Poslije toga 1966. godine gostuje u pariškoj Olympiji, a njegove ploče su se počele prodavati u velikim tiražima. 
Svoj najplodniji stvaralački period Dragan Stojnić je imao u Sarajevu, gdje je tijekom 1960-ih snimio više francuskih šansona, a kroz prijevode tekstova jugoslavenska publika je dobila priliku upoznati smisao i duh francuske šansone. Osim tekstova na francuskom jeziku, on je koristio i tekstove B. Stojadinovića i N. Vražalice. Uspješno je surađivao sa sarajevskim orkestrom Esada Arnautalića koji je bio i aranžer više njegovih pjesama. Istih godina povremeno je nastupao i na domaćim festivalima zabavne glazbe (Opatijski festival, Vaš šlager sezone, Beogradsko proleće), par puta je predstvaljao i Radioteleviziju Sarajevo na nacionalnim izborima za Pjesmu Eurovizije.  
1984. godine počeo je sa serijom tradicionalnih solističkih koncerata povodom 8. ožujka u Beogradu, kojima je održavao neraskidivu vezu s publikom. Održao je mnogobrojne koncerte i nastupe širom Jugoslavije, a zahvaljujući pjesmi obišao je i gotovo cijeli svijet. Bio je dugogodišnji suradnik PGP RTB-a, a 1998. godine dobio je nagradu “Zlatni Beočug” Kulturno-prosvjetne zajednice Beograda. 1991. otpjevao je gotovo cjelokupni materijal za soundtrack filma Moj brat Aleksa, koji govori o životnom djelu Alekse Šantića.